# Ацуги (станция)
Станция Ацуги (яп. 厚木駅 ацуги эки) — железнодорожная станция на линиях Одавара и Сагами, расположенная в городе Эбина, префектуры Канагава. Станция расположена в 44,1 километра от конечной станции линий Одакю — Синдзюку и в 14,2 от конечной станции линии Сагами — Тигасаки.

## История
Станция Ацуги была открыта 12 мая 1926 года, как конечная остановка на линии компании Дзинтю Тэцудо (яп. 神中鉄道) (ныне Sagami Railway). Несмотря на то что станция называется «Ацуги», физически она расположена в соседнем городе Эбина. 1 апреля 1927 года была открыта станция линии Одавара Кавахарагути (яп. 河原口駅). Здания станций были объединены 1 июня 1944 года. Нынешнее здание станции было введено в эксплуатацию 31 июля 1971 года.

## Линии
- Odakyu Electric Railway
  - Линия Одавара
- East Japan Railway Company
  - Линия Сагами

## Планировка станции

### Линия Одавара
2 пути и 2 платформы бокового типа.
| 1 | ■ Линия Одавара | Син-Мацуда, Одавара                                    |
| 2 | ■ Линия Одавара | Сагами-Оно, Син-Юригаока, (Линия Тиёда) Аясэ, Синдзюку |

### Линия Сагами
1 путь и 1 платформа бокового типа.
| 1 | ■ Линия Сагами | Хасимото ・ Самукава ・ Тигисаки |

## Близлежащие станции
| «             |               | Линия                           |               | »             |
| Линия Одавара | Линия Одавара | Линия Одавара                   | Линия Одавара | Линия Одавара |
| ------------- | ------------- | ------------------------------- | ------------- | ------------- |
| Эбина         |               | Semi Express (準急)             |               | Хон-Ацуги     |
| Эбина         |               | Section Semi Express (区間準急) |               | Хон-Ацуги     |
| Эбина         |               | Local (各駅停車)                |               | Хон-Ацуги     |
| Линия Сагами  |               |                                 |               |               |
| Сякэ          |               | -                               |               | Эбина         |